# Gmina Istočni Stari Grad
Gmina Istočni Stari Grad (serb. Општина Источни Стари Град / Opština Istočni Stari Grad) – gmina w Bośni i Hercegowinie, w Republice Serbskiej, w mieście Sarajewo Wschodnie.